# ماري لويز فون فرانز
ماري لويز فون فرانز (4 يناير 1915 - 17 فبراير 1998) كان طبيبة نفسانية سويسرية وباحثة مشهورة لها العديد من التفسيرات النفسية في مجال الحكايات الخرافية والمخطوطات الخيميائية.

## عن حياتها
ولدت ماري لويز إيدا مارغريتا فون فرانز في ميونيخ، ألمانيا، وكانت ابنة عقيد في الجيش النمساوي.

## عملها
عملت فون فرانز مع كارل يونغ، ولقد التقت به في عام 1933 وتعاونت معه حتى وفاته في عام 1961.